# Hôtel de Lauzun
L'Hôtel de Lauzun /oˈtɛl də loˈzœ̃/, situato sul quai d'Anjou sull'Île Saint-Louis a Parigi, è il rivale dell'Hôtel Lambert fra i pochi hôtel particulier che conservano le ricche sculture, i dipinti, gli interni adornati da specchi del tempo di Luigi XIV.

## Storia
Esso non venne fatto costruire dal duca di Lauzun, di cui porta il nome, ma dal ricco uomo di finanza Charles Gruyn des Bordes, figlio del gestore di una locanda divenuto ricco fra i ricchi secondo lo scrittore di un pamphlet, a seguito di speculazioni realizzate abusando della sua carica di commissario generale di cavalleria durante i disordini civili della Fronda.
Gruyn des Bordes aveva acquistato il lotto di terreno nel 1641, ma quando egli era pronto a costruire, si ritrovò dei nuovi vicini da emulare nell'Ile Saint-Louis. Erano i proprietari dell'Hôtel Lambert di Thorigny. La sua nuova moglie si affrettò al completamento della casa, avvenuto nel 1657 su progetto di Louis Le Vau; l'iniziale G di Gruyn si intreccia con la M di Geneviève de Mony sul frontone e in tutto l'arredamento.
Gruyn, tuttavia, era un seguace di Nicolas Fouquet e condivise la rovinosa caduta di quest'ultimo, con un'inchiesta nei suoi rapporti finanziari, che lo portò ad essere accusato colpevole di frode. Venne imprigionato e morì poi in carcere. La sua vedova, che riuscì a mantenere i suoi affari finanziari separati da quelli del marito, sopravvisse alla rovina, e lasciò la casa al figlio che lo vendette a Lauzun che aveva perso il favore di Luigi XIV ed aveva trascorso un decennio in prigione, prima che la sua amante, la Grande Mademoiselle, che lo aveva sposato con un matrimonio clandestino, lo avesse riscattato dal re. Lauzun arricchì molti degli interni prima che l'Hôtel de Lauzun passasse al pronipote del cardinale Mazzarino, che fuggì a Londra, dal convento di Chaillot con la marchesa de Richelieu, dove la sposò. Nel 1709 vendette la casa a M. Pierre-François Ogier, che arricchì ulteriormente i suoi interni.
Nel XVIII secolo, a seguito della costruzione dei nuovi quartieri aristocratici ad ovest di Parigi, l'Ile Saint-Louis, nel cuore della Parigi medievale, divenne una zona declassata. L'Hôtel de Lauzun, che continuò ad avere proprietari aristocratici, il marchese de Pimodan, fino alla Rivoluzione francese, subì la sorte delle altre grandi case nobiliari e venne suddiviso in tanti piccoli appartamenti affittati ad artigiani di successo. Nel XIX secolo, quando la casa apparteneva al bibliofilo e collezionista barone Jérôme Pichon, il piano superiore venne affittato, nel 1840, a Charles Baudelaire e Théophile Gautier, che formarono il loro Club de Hashishins dove si fumava l'hashish. Baudelaire scrisse qui le sue prime poesie de Les Fleurs du Mal.
L'Hôtel de Lauzun, è oggi di proprietà della Città di Parigi, e dopo essere stato ristrutturato, è aperto al pubblico e visitabile.